# Großsteingrab Arlewatt
Das Großsteingrab Arlewatt (auch Voßbarge genannt) war eine megalithische Grabanlage der jungsteinzeitlichen Nordgruppe der Trichterbecherkultur bei Arlewatt im Kreis Nordfriesland in Schleswig-Holstein. Es trägt die Fundplatznummer Arlewatt LA 9.

## Lage
Das Grab lag am Rand einer Niederung.

## Forschungsgeschichte
Die Steine des Grabes wurden vor dem Ersten Weltkrieg entfernt. Hermann Hinz beschrieb die Anlage in seiner 1954 erschienenen Monografie zur Vorgeschichte des Nordfriesischen Festlandes als noch in Resten erhalten. Da sie in der aktuellen Bodendenkmalliste des Landes Schleswig-Holstein nicht aufgeführt ist, scheint sie wohl in der Zwischenzeit vollständig abgetragen worden zu sein.

## Beschreibung
Die Anlage besaß ein nord-südlich orientiertes Hünenbett. Zu den Maßen liegen keine Angaben vor. Im Norden befand sich die Grabkammer. Hier wurden zahlreiche Stücke gebrannten Feuersteins und Brückstücke zerschlagener Wand- und Decksteine gefunden. Maße, Orientierung und Typ der Kammer lassen sich nicht mehr rekonstruieren.